# Saint-Clair-sur-Galaure
Saint-Clair-sur-Galaure è un comune francese di 273 abitanti situato nel dipartimento dell'Isère della regione dell'Alvernia-Rodano-Alpi.

## Società

### Evoluzione demografica
Abitanti censiti